# Simon Fairweather
Simon John Fairweather (Adelaide, 25 de março de 1972) é um arqueiro australiano, campeão olímpico e mundial.

## Carreira
Simon Fairweather representou seu país nos Jogos Olímpicos em 1988 a 2004, ganhando a medalha de ouro em 2000 no individual, em seu país. 